# District de Nagyatád
Le district de Nagyatád (en hongrois : Nagyatádi járás) est un des 8 districts du comitat de Somogy en Hongrie. Il compte 26 100 habitants et rassemble 18 localités 17 communes et une seule ville, Nagyatád, son chef-lieu.
Cette entité existait déjà auparavant, jusqu'à la réforme territoriale de 1983 qui a supprimé les districts.

## Localités
- Bakháza
- Beleg (Somogy)
- Bolhás
- Görgeteg
- Háromfa
- Kaszó
- Kisbajom
- Kutas
- Lábod
- Nagyatád
- Nagykorpád
- Ötvöskónyi
- Rinyabesenyő
- Rinyaszentkirály
- Segesd
- Somogyszob
- Szabás
- Tarany